# スティールダイバー
『スティールダイバー』（STEELDIVER、欧米表記：Steel Diver）は、2011年5月12日に任天堂より発売されたニンテンドー3DS用のアクションゲームである。プレイヤーは自分の潜水艦を操作し、敵艦船からの攻撃をかわしながら、魚雷で撃沈することが目的となる。操作は基本的にタッチペンとジャイロセンサーを使用する。一部の操作はボタンで代用することが可能となっている。

## 開発経緯
もともとはニンテンドーDS用に開発されていたタイトルであり、2004年のE3に参考出品されていた。当初は後述の「潜水艦モード」のみであり、参考出品後は開発が停滞していたが、ニンテンドー・オブ・アメリカの支持を受けたことでニンテンドーDSiウェア用に開発が進められ、その途中で「潜望鏡モード」と「海戦モード」を加えてパッケージ用ソフトとして発売されることになった。さらにその後宮本茂がニンテンドー3DSの立体表示と相性が良いと判断したため3DS用ソフトに変更された。宮本は開発途中に変更指示を出すと中途半端になるとして、意図的にDS版完成直前にて3DSへの変更を伝えた。
2013年6月に宮本茂がニンテンドー3DSの海外ロンチタイトルであった「STEELDIVER」を任天堂では初めてのF2Pタイトルになる可能性をIGNのインタビューで明かし、2014年2月14日にニンテンドーeショップで「STEELDIVER SUBWARS」の配信が開始された。2014年6月に配信したVer2.0により仮入隊版のみ無料ではあるが1日の取得制限があるゲームコインを消費する仕様へ変更されたため、厳密にはF2Pタイトルではなくなっている（詳細はアイテム課金の項目を参照）。のちにVer4.0でゲームコイン消費を廃止した。

## ストーリー
時は19XX年、ある軍事国家が弱小国家への侵攻を企てていた。これに対し各国は軍事国家の野望を食い止めるべく、精鋭乗組員を集めた極秘潜水艦部隊を組織する。プレイヤーは後に「STEELDIVER」と呼ばれるようになるその部隊の一員として、潜水艦乗りの誇りを賭けた戦いに身を投じる事となる。
ステージ
- ミッション01 前進基地
- ミッション02 密林地帯
- ミッション03 海底洞窟
- ミッション04 深深度
- ミッション05 敵艦隊の海
- ミッション06 北極圏
- ミッション07 敵本拠地 潜入

## ゲームモード
潜水艦モード
横スクロールのシューティングゲームで、真横からの視点でミッション遂行をめざすモード。敵の攻撃や地形を避けながら先へ進んでいくことになる。ダメージを受け、浸水すると操作不能となるため浸水箇所をタッチして修理する。
選択可能な潜水艦
- マナティ ND-01：小型で小回りのきく操作性を重視した潜水艦。上方にも魚雷を発射可能。
- ブルーシャーク ND-03：操作と攻撃が平均的なバランス型潜水艦。2発の魚雷と傾斜を変えられるハンドルが装備されている。
- サーペント ND-05：攻撃力と耐久性を重視した重量級潜水艦。4発の魚雷を装備し、最大火力。

潜望鏡モード
潜望鏡から外を覗いた視点で操作し、敵の方角を確認しながら攻撃と防御を使い分けて戦う。ジャイロセンサーを使用しており、プレイヤーが向きを回転させるのと連動してゲーム画面の視点も回転するようになっている。
海戦モード
お互いの位置が分からない状態でスタートし、探りあいながら戦う戦略シミュレーションゲーム。対人戦も可能。

## 発売延期
当初は2011年3月17日に日本での発売を予定していたが、発売直前となった3月15日に発売を延期することが発表された。
最初の発売日時点におけるテレビCMでは、ゲーム映像を流すもの以外にお笑いコンビのスリムクラブが潜水艦のクルーに扮するものが放送されていたが、発売延期に伴って放送中止となり、発売日の再決定後に放送されたCMはゲーム映像のものだけとなりスリムクラブのCMは放送されなかった。

## スティールダイバー サブウォーズ
『スティールダイバー サブウォーズ』（STEELDIVER SUBWARS、欧米表記：Steel Diver: Sub Wars）は、ニンテンドー3DS用ソフトとして2014年2月14日に配信開始された。ゲームシステムは、アクションゲームだった前作『スティールダイバー』とは違いFPSとなっている。ローカル通信とインターネット通信で最大4対4の対戦が可能。
ソフトのダウンロードは無料だが、初期状態では「仮入隊」という扱いで、シングルモードでプレイ可能なミッションは2つまで、使用可能な潜水艦は2隻まで（後述の有料潜水艦の購入・使用は可能）の制限がかけられている。料金を支払い正式版をダウンロードすることで「正規入隊」となり制限が解除される。
2024年1月に2023年9月4日から行っていた緊急メンテナンスでの復旧の見込みが立たないため、オンラインサービスの終了を発表。

### アップデート
過去に5度、アップデートが行われている。最新はVer.4.1。
Ver 1.1（2014年3月14日配信開始）
- モールスチャット（モールス信号を用いたテキストチャット）の仕様変更とルームの閉鎖
  - 対戦ロビーでのチャット時間の短縮（2分から1分）と連続送信を防ぐため送信後のインターバル（3秒）を追加。
  - 利用者の一部によるマナー違反のためチャットルームは閉鎖された。

- インターネットモードの安定性の向上
  - サーバ側のエラーによってリセットされていた連勝数が引き続きカウント可能になった。（プレイヤー側が接続を切断するとリセットされる）

- 一部潜水艦の性能修正。

Ver 2.0（2014年6月3日配信開始）
- レベルアップ時に入手可能な潜水艦3隻、ショップ購入可能な潜水艦10隻追加（正規入隊版のみ）。
- インターネットモードプレイ時、毎回ゲームコインを2枚消費（仮入隊版のみ）。
- マルチプレイの新ステージ「北極圏」追加。
- 通常魚雷の航行能力と攻撃力上昇。
- スキルマッチバトルでも連勝ボーナスが発生。
- スキルマッチバトルではレベル30～99のプレイヤーはレベル差に関わらずマッチング可能。
- ランダムバトルのロビーで参加者のレベルを表示されなくなった。
- 味方を攻撃した場合、警告を表示するようにし、命中ポイントも減点。
- 一部潜水艦の性能修正。

Ver 3.0（2014年8月6日配信開始）
- 3DS本体に登録されたフレンド同士のインターネット通信対戦が可能（正規入隊版のみ）。
- フレンド対戦、ローカル通信対戦専用ステージ「水中リング」、「海中プラント」追加。上記フレンド対戦でも選択可能予定。ローカル通信対戦のプレイ回数入手可能潜水艦3隻追加（正規入隊版のみ）。
- マスカー時に後方へ機雷発射や味方を回復するなどの新能力を持った8名の新規クルー追加（正規入隊版のみ）。
- インターネットモードプレイ時、毎回ゲームコインを2枚消費から1枚消費に変更（仮入隊版のみ）。
- 潜水艦ショップの入店（仮入隊版のみ）。
- 味方を誤射、衝突、機雷によるダメージを0に変更。
- モールスチャット時における本体十字キーによる定型文表示に対応。
- 遠距離ヒット時の命中ポイントが3倍に変更。
- 溜め撃ち（押しっぱなし）で発射した魚雷の速度を1.25倍に変更。
- クルー「千里眼」「修理上手」の性能を向上。
- 一部潜水艦の性能修正。

Ver 4.0（2014年12月3日配信開始）
- インターネットモードプレイ時のゲームコイン消費を廃止（仮入隊版のみ）。
- 潜水艦セレクト画面に「改造」メニュー追加。潜水艦ごとに異なっているクルー枠を、有料で6枠に拡張可能。
- 潜水艦の潜水浮上時の傾斜角度の調整。
- 耐久力6以上の防御力調整。
- シングルミッションでの既入手クルーの出現停止。
- スキルマッチのマッチングにLV30～LV49を追加。
- 巨大温泉の潜水艦初期配置をバージョン1.0状態に変更。
- 敵撃沈後にダメージを受ける不具合修正。

Ver 4.1（2014年12月17日配信開始）
- Ver4.0で行われた潜水艦の潜水浮上時の傾斜角度の調整をVer3.0状態に戻した。

### 購入可能な潜水艦
2014年2月14日配信
- UボートⅦ型：小型で機動性のあるドイツ海軍の潜水艦。
- X1：イギリス海軍で一隻のみ建造された試作型潜水艦。
- 伊四〇〇型：旧日本海軍所属の史上最大級潜水艦。
- ガトー級：第二次世界大戦におけるアメリカ海軍の主力潜水艦。
- スルクフ：長大な航続距離を持つフランス海軍の大型潜水艦。

2014年6月3日配信
- 伊百六十八型潜水艦：建造された6隻の同型艦がすべて撃沈した旧日本海軍所属の潜水艦。
- UボートXXI型：UボートⅦ型を改良したドイツ海軍の潜水艦。
- ブルーマリン：『スターフォックス64』に登場する小型潜水艦。2014年6月3日 - 9日まで無料配信。
- 巨大潜水艦Z級 ：『スティールダイバー』に登場する最終ボス。
- そうりゅう型：海上自衛隊の通常動力型潜水艦。
- ノーチラス号：アメリカ海軍による世界初の原子力潜水艦。
- S級：イギリス海軍で高速潜水艦として設計された。
- ダフネ級：輸出も行われていたフランス海軍の通常動力型潜水艦。
- キロ型潜水艦：静粛性に優れたロシア海軍の潜水艦。
- ヴィクターIII級：艦尾縦舵上のソナーが特徴のロシア海軍の潜水艦。

### ゲームモード
マップ上ではクルーが漂流していることがあり、救助後にミッションクリアすることでクルーリストに追加され、搭乗させることで潜水艦の性能が変化する（潜水艦の性能によって異なるが最大5人まで搭乗可能）。シングルミッションやマルチプレイでの条件を満たすことでデザインパターンが入手でき、外見のカスタマイズとカラーリングの変更も可能となる。
潜水艦の仕様
- 近距離射程攻撃型潜水艦：魚雷の色はピンク。攻撃力が弱く射程も短いが連射に優れる(連射速度3秒)。
- 中距離射程汎用潜水艦：魚雷の色はイエロー。攻撃力も射程も連射も普通(連射速度4秒)。
- 長距離射程支援型潜水艦：魚雷の色はホワイト。攻撃力が高く射程も長いが連射が苦手(連射速度5秒)。

マルチプレイ
4対4の最大8人でブルーチームとレッドチームでチームバトルを行うモード。
制限時間内に敵チームを撃沈すると勝利。マップは対戦時に海溝、海中基地、海中洞窟、海底遺跡、巨大温泉、巨大水槽、巨大石柱、巨大プール、諸島、Ver.2.0から追加された北極圏の全10ステージ中からランダムで決定される。制限時間を過ぎても両チームが生き残っていた場合は艦数の多いチームが勝利。同数なら引き分け。両チーム最後の生き残りが同時に撃沈した場合も引き分けとなる。Ver.2.0までは同士討ちも可能でそれによる撃沈もあったが、Ver.3.0以降は味方に対してのダメージが0になり発生しなくなった。
インターネットモード
インターネットを通じて対戦するモード。開始前に世界中のプレイヤーと対戦する「世界」か国内のプレイヤーと対戦する「国内」かを選択する。バトルで勝利すると戦歴カードのポイントが増え、一定値を超えるとレベルアップして新しい潜水艦やデザインパターンが入手できる。
ランダムバトル
プレイヤーのレベルに関係なくマッチングするモード。連勝すると連勝ボーナス（敵に命中した魚雷数×10-味方に命中させた魚雷数*10、敵潜水艦の撃破数×20、味方潜水艦の生存数×20を全て加算した獲得ポイントを連勝数で乗算する}）が発生する。最大連勝記録は戦歴カードに記載されるほかに自分の潜水艦側面にも描かれる。
スキルマッチバトル
レベルの近いプレイヤー同士でマッチングするモード。獲得ポイントは上記と同様。またレベル50から99のプレイヤーはレベル差に関わらずマッチングする。
フレンド
インターネットを通じて、3DS本体に登録されたユーザー「フレンド」と対戦するモード。ローカル通信とほぼ変わらないが、モールスチャットが可能。ステージ設定等は、最初に入ったプレイヤーが行う。
モールスチャット（閉鎖）
マッチング前の専用ロビーでモールスチャットが可能だった。Ver.1.1で閉鎖され、メニュー画面に表示されなくなった。
ローカル通信
本体を持ち寄ってチームバトルを行うモード。グループを作るか「グループに参加する」を選択後、メンバー全員の準備ができ次第開始される。
シングルプレイ
様々な条件のある7つのミッションをクリアしていくモード。各ミッションはLV3まであり低レベルのミッションをクリアすると次のレベルのロックが解除される。ミッションをクリアすると丸型の勲章が、難度の高い条件を満たしてクリアすると星形の上位勲章が授与される。勲章が増えることで新たなミッションが追加され、上位勲章が増えると新たな潜水艦やデザインパターンが入手できる。